# Jatitamban
Jatitamban is een bestuurslaag in het regentschap Bondowoso van de provincie Oost-Java, Indonesië. Jatitamban telt 1992 inwoners (volkstelling 2010).